# 그라눌례스

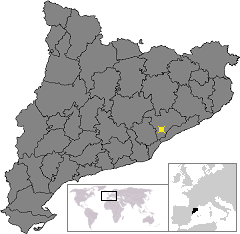
그라눌례스의 위치

그라눌례스(카탈루냐어: Granollers)는 스페인 카탈루냐 지방 바르셀로나주의 도시이다.